# Слов'янка (Молдова)
Слов'янка (рум. Sloveanca) — село у Синжерейському районі Молдови. Входить до складу комуни, адміністративним центром якої є село Белешешть.

## Населення
За даними перепису населення 2004 року у селі проживали 708 осіб.
Національний склад населення села:
| Національність       | Кількість осіб | Відсоток   |
| -------------------- | -------------- | ---------- |
| молдавани румуни     | 677 23         | 95,6% 3,2% |
| росіяни              | 5              | 0,7%       |
| українці             | 1              | 0,1%       |
| інша / без відповіді | 2              | 0,3%       |
| Всього               | 708            | 100%       |